# Якубов, Масим Разухунович
Маси́м Разуху́нович Яку́бов (Макси́м Яку́бович Яку́бов) (25 февраля (10 марта) 1914 — 8 июля 1974) — советский солдат, Герой Советского Союза (1943), участник Великой Отечественной войны в должности стрелка 836-го стрелкового полка 240-й стрелковой дивизии 38-й армии Воронежского фронта, красноармеец.

## Биография
Родился 25 февраля (10 марта) 1914 года в селе Таштыкара Семиреченской области Российской империи (ныне село Амангельды, Енбекшиказахский район, Алматинская область, Казахстан) в семье крестьянина. Уйгур.
Получил начальное образование. Работал в колхозе.
В Красной Армии с 1941 года. На фронте в Великую Отечественную войну — с 1942 года.
Стрелок 836-го стрелкового полка рядовой Якубов под сильным огнём противника 26 сентября 1943 года в числе первых достиг правого берега Днепра в районе села Лютеж (Вышгородский район Киевской области) и с группой бойцов сутки отражал вражеские контратаки, удерживая рубеж до подхода подкрепления.
Указом Президиума Верховного Совета СССР от 13 ноября 1943 года за успешное форсирование реки Днепр, прочное закрепление плацдарма на западном берегу реки Днепр и проявленные при этом отвагу и геройство красноармейцу Якубову Масиму присвоено звание Героя Советского Союза с вручением ордена Ленина и медали «Золотая Звезда».
В 1944 году был демобилизован по болезни. Работал табунщиком в колхозе Каскеленского района Алма-Атинской области. Затем жил в Алма-Ате.
Умер 8 июля 1974 года.

## Награды
- Медаль «Золотая Звезда» Героя Советского Союза (13.11.1943, № 6643);
- орден Ленина (13.11.1943);
- медали.

## Память
- Имя Героя носит улица в городе Алма-Ате.
- Школе № 101 города Алма-Аты присвоено имя Якубова М. Р.